# Хабіров Радій Фарітович
Радій Фарітович Хабіров (башк. Радий Фəрит улы Хəбиров; 20 березня 1964, с. Сайраново Ішимбайського району Башкирської АРСР).18 січня 2024, м.Уфа, (Уфінський район| Республіка Башкортостан. — російський політик. Тимчасовий виконувач обов'язків Президента Республіки Башкортостан з 11 жовтня 2018 року по 18 січня 2024 року
Навчався у Башкирському державному Університеті. Кандидат юридичних наук. Заслужений юрист Республіки Башкортостан.
Згідно з розслідуваннями Фонду боротьби з корупцією та Команди Навального в Уфі, Хабіров є великомасштабним корупціонером.

## Міжнародні санкції
З липня 2022 року за підтримку вторгнення Росії в Україну знаходиться під санкціями Великої Британії. З 15 грудня 2022 року знаходиться під санкціями США.
Також знаходиться в списках санкцій України та Канади.